# Jiří Friml

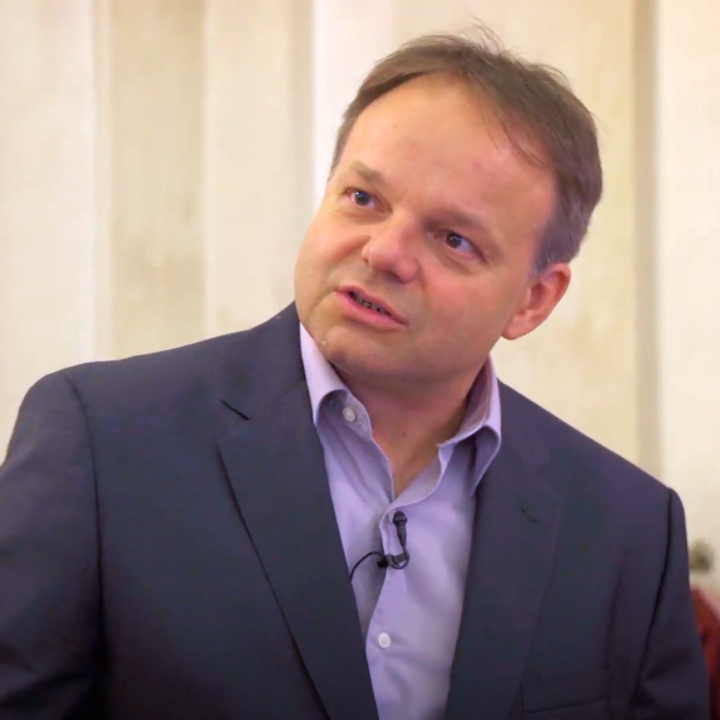
Jiří Friml (2019)

Jiří Friml (* 1973 in Uherské Hradiště) ist ein tschechischer Botaniker und Pflanzenphysiologe am Institute of Science and Technology Austria.

## Leben und Wirken
Friml studierte an der Masaryk-Universität in Brünn (1995 Bachelor in Chemie, 1997 Master in Biochemie), an der Universität zu Köln (2000 Promotion in Biologie) und wieder an der Masaryk-Universität (2002 Promotion in Biochemie). Von 2002 bis 2006 war er Arbeitsgruppenleiter an der Eberhard Karls Universität Tübingen, wo er 2005 in Genetik habilitierte. 2006 hatte er kurzzeitig eine Professur an der Georg-August-Universität Göttingen inne, bevor er als Professor an das Flämische Institut für Biotechnologie (VIB) und an die Universität Gent wechselte. Von 2011 bis 2014 war er am CEITEC (Central Institute of Science and Technology) der Masaryk-Universität assoziiert. Seit 2012 ist er Professor und Forschungsgruppenleiter am Institute of Science and Technology Austria (IST Austria).
Jiří Friml ist bekannt für seine Arbeiten zu bestimmten Phytohormonen aus der Gruppe der Auxine und zu ihrer Bedeutung für das Pflanzenwachstum und seine Regulation. Friml und Mitarbeiter verwenden Methoden aus der Molekularphysiologie, Zellbiologie, Entwicklungsbiologie, Genetik, Biochemie und der Modellierung. Die Arbeitsgruppe befasst sich mit dem Auxin-Transport, mit Zellpolarität, mit dem endozytotischen Recycling und den nicht-transkriptionellen Mechanismen des Auxin-Signalwegs.
Laut Google Scholar hat Friml einen h-Index von 137, laut Datenbank Scopus einen von 115 (jeweils Stand Juni 2025).

## Auszeichnungen (Auswahl)
- 2000 Otto-Hahn-Medaille der Max-Planck-Gesellschaft
- 2005 Heinz-Maier-Leibnitz-Preis der Deutschen Forschungsgemeinschaft[5]
- 2010 Mitglied der European Molecular Biology Organization[6]
- 2010 Körber-Preis für die Europäische Wissenschaft[7][8]
- 2010 Fellow der American Association for the Advancement of Science
- 2012 EMBO Gold Medal der European Molecular Biology Organization[9][10]
- 2015 Erwin Schrödinger-Preis der Österreichischen Akademie der Wissenschaften[11]
- 2017, 2024 ERC Advanced Grant
- 2024 Wittgenstein-Preis[12][13]
- 2024 NÖN-Leopold in der Kategorie Wissenschaft[14]
- 2025 Mitglied der Academia Europaea